# Luisa González Gutiérrez
Luisa González Gutiérrez (Heredia, 25 de abril de 1904-San José, 20 de octubre de 1999) fue una docente, escritora, pedagoga, y activista en temas infantiles, femeninos, políticos y sindicales de Costa Rica. Autora de la obra A ras del suelo, que gana el Premio Nacional de Novela otorgado en 1971, y el Premio Nacional de Teatro en 1975.
Fue declarada como Benemérita de la Patria en 2021.

## Biografía
Nació en Heredia, el 24 de abril de 1904, primera de los siete hijos de Ismael González y Rosalina Gutiérrez. Hacia 1912, su familia vivió en La Puebla, San José, en las vecindades de la Escuela Porfirio Brenes y en 1915 se traslada a Heredia. González cursó sus estudios primarios en escuelas de Heredia, San José y Puntarenas.
En 1918 ingresó a la Escuela Normal de Costa Rica, fundada cuatro años antes en Heredia, mientras en el país se vive un momento de represión y del régimen de Tinoco, con levantamientos y rebeliones en varios lugares del país y una "verdadera insurrección popular en San José". A partir de 1921 comenzó a recibir lecciones con Carmen Lyra en la cátedra de Literatura infantil en la Escuela Normal, donde participa en un grupo de estudio, y en octubre, gana un "accésit" en el concurso convocado en la Institución con el tema "Estudio acerca de la influencia de la Escuela Normal en la cultura de la mujer en Costa Rica". Se graduó de maestra en la Escuela Normal de Costa Rica el 17 de diciembre de 1922, y al año siguiente, en 1923, publicó "Pinocho enfermo: Juguete cómico, arreglado por Luisa González", pieza de teatro infantil, en la revista San Selerín, dirigida por Carmen Lyra y Lilia González, que inicia ese año la segunda época (la primera fue de 1912 a 1913). Esta obra incluyó una partitura titulada "Pinocho se va a morir", con música del maestro Rodolfo Quesada. Durante este año, trabajó como maestra en la Escuela de Guadalupe: en esos años “Luisa estaba muy metida siempre en todos los movimientos digamos prácticos, para ayudar a resolver los problemas de los niños desvalidos. Aparte del problema de ayudar a su familia propia, Luisa observaba el de los niños aislados, pobres o ricos, los últimos entregados a los sirvientes y sin contacto con sus padres. Se encontró con el abandono en uno y en el otro extremos". Es así como en 1926, colaboró con la escritora Carmen Lyra y con Margarita Castro en la Escuela Maternal Montessoriana, primer centro costarricense de educación preescolar de orientación científica, que la llevó a tener contacto con la población infantil y la gente necesitada de la ciudad de San José. La Escuela Maternal Montessoriana se abrió en San José el 1.º de marzo de 1926, con cien niños, y recibió un amplio apoyo de parte de personas y algunos medios, como el Diario de Costa Rica y la revista El Maestro.
Junto a Carmen Lyra, Luisa González se cultivó intelectualmente, y conoció las nuevas corrientes pedagógicas que se seguían en Europa en la década de 1930. Entre 1929 y 1930, publicó artículos sobre diversos temas de pedagogía, higiene escolar y enseñanza en general, en revistas nacionales como El Maestro y La Escuela costarricense. También junto con Lyra, colaboró en la segunda etapa de la revista San Selerín.
Durante la década de 1930, su participación en la militancia política fue más activa. En 1928, participó y firmó el manifiesto en favor de la lucha de Augusto César Sandino en Nicaragua del comité de apoyo y solidaridad con la lucha nacionalista contra la ocupación militar de Estados Unidos. Aparece en una lista que convoca a la conferencia de Víctor Raúl Haya de la Torre en el Teatro América y en diciembre publica en el Repertorio americano, una nota entusiasta sobre dicha actividad. Carlos Luis Sáenz y Adela Ferreto recuerdan que "Luisa insistió mucho para que nos metiéramos en el APRA". Participó en el Comité Seccional del Partido APRA, que llevó a cabo una fuerte actividad contra las compañías eléctricas en el país. Con Lilia González, Ester de Mezerville, Carmen Lyra y Ester Silva, organizan las Colonias Escolares de Vacaciones en Coronado para las vacaciones de niños con pocos recursos. Es así como en julio de 1931 al Partido Comunista de Costa Rica, fundado un mes antes. Unos meses después defendió el comunismo en el diario La Tribuna como respuesta a un ataque de un cura. Este año se inició la publicación del semanario Trabajo, que continuó hasta 1948, en el que ella colaboró, así como en los otros periódicos del Partido Vanguardia Popular, Adelante (1953-1962) y Libertad (1962-1984). Desde los primeros meses, participa activamente en las actividades de esa organización; su asistencia, con Carmen Lyra y Lilia Ramos a la sesión ordinaria del Partido Comunista de Alajuela, que incluyó un desfile por las calles de la ciudad, causó interés y se publicó como noticia.
En 1933, con un comité organizó la construcción de un tercer kinder en Barrio Cuba, llamado Omar Dengo, del cual fue la primera directora; trabajaron con ella también las maestras Carmen Valverde y Flora Azuola. En un editorial dedicado a ella por motivo de la destitución en 1937, se dice: "la escuela Omar Dengo es de ella y estaba allí en realidad más que por nombramiento, por derecho de creación; porque esa escuela es obra de su iniciativa y de su voluntad. Ella recaudó cinco a cinco, el dinero para hacer el edificio y se ha consagrado durante años a hacer de su escuela una institución al servicio de los niños de la población escolar más injustamente maltratados". Durante este mismo año creó también Maestro Unidos, primera asociación de este tipo en Costa Rica, que más tarde dio origen a la Asociación Nacional de Educadores (ANDE) y la Unión Nacional de Educadores (UNE), esta última desaparecida en 1948. Finalmente, es en este año que se casa con Gonzalo González González, quien ayuda a fundar las farmacias de la C.C.S.S., tiene una activa vida política en estos años y luego se dedica a la docencia universitaria (fue decano de Farmacia de la Universidad de Costa Rica). El 16 de julio de este año es elegida secretaria general del Sindicato de Mujeres, que se organiza con una plataforma de cinco puntos, entre los cuales destaca la igualdad salarial de hombres y mujeres en puestos idénticos y el permiso por maternidad cuatro semanas antes y cuatro después del parto.
En 1936, fundó la revista Triquitraque junto a Emma Gamboa y Lilia Ramos, fundó Triquitraque, la revista infantil más duradera en el país (mayo de 1936-octubre de 1947, interrumpida durante 1943), en el que se involucran inmediatamente Carlos Luis Sáenz y Adela Ferreto. Fue la principal administradora y publicó algunos artículos. Formó parte del Grupo de amigos de la República Española y el Grupo de partidarios de la paz; participó en una protesta en un recital de un pianista franquista en el Teatro Raventós junto con Clemencia Valerín e Isabel Salazar, siendo reprimidas por la policía. Esto conllevaría a que un año después, el gobierno de León Cortés Castro, con el ministro de Educación, Alejandro Aguilar Machado, la destituyese de su puesto de directora de la Escuela Omar Dengo. Los padres de familia de la Escuela le hicieron un homenaje de agradecimiento y le obsequiaron una medalla de oro. El 26 de junio participó junto con Carlos Luis Sáenz en un mitin del Partido Comunista en San José.
Participó en la fundación de la Universidad Popular en la casa de Carmen Lyra, con Adela Ferreto, Carlos Luis Sáenz, Estela Peralta, Emilia Prieto y otros educadores, en 1940. Durante esta década, también fundó la primera asociación magisterial del país, Maestros Unidos, germen de la Asociación Nacional de Educadores (ANDE) y de la Unión Nacional de Educadores (UNE), esta última desaparecida en 1948. En 1945-1946 publicó dos capítulos de la que luego será A ras del suelo en el Repertorio Americano. En la misma revista publicó el relato «Cómo conocí a Carmen Lyra».
En 1948, estalló la Guerra Civil de Costa Rica, en la cual resultó triunfador el bando encabezado por José Figueres Ferrer, quien entre febrero y abril proscribó el Partido Vanguardia Popular, surgido del seno del Partido Comunista. Ella fue la tesorera responsable de los fondos recolectados con el nombre Columna Fallas, y de los gastos de alimentación de los que participaban en la guerra civil en San José y de las familias involucradas, por parte del Partido Comunista y también del gobierno calderonista hacia el final de la contienda. Como consecuencia, su casa fue asaltada después por grupos figueristas que se llevaron la documentación relativa a esta actividad, así como otros documentos personales, según consta en una carta publicada por el Diario de Costa Rica. Posteriormente, participó activamente en la recolección de fondos para comprar una máquina de escribir para el escritor Carlos Luis Fallas, preso, según los liberacionistas, por "robar gallinas”. Un año después de la guerra, participó en la fundación de la Unión (Organización) de Mujeres Carmen Lyra, para difundir los derechos femeninos, de donde surge la Alianza de Mujeres Costarricenses, cuyo órgano, el periódico Nuestra Voz, ayuda a organizar. Un año después, representó a la Alianza de Mujeres Costarricenses en el Congreso Mundial de Mujeres organizado en junio en Copenhague por la Federación Democrática Internacional de Mujeres.
En 1954 viajó a una actividad de mujeres en Guatemala, sobre la que escribe un relato, Tierra y paz, que se publicó como el tomo N.º 2 de una serie de Ediciones de la Alianza de Mujeres Costarricenses. El mismo año aparece otro relato, producto del viaje por la zona sur de Costa Rica, Una gira por la zona bananera. En 14 de mayo de 1955, participó en la constitución de un Centro de Cultura Carmen Lyra. En 1966, participa en la Conferencia Tricontinental, en La Habana, Cuba. En junio de 1968, es nombrada administradora del semanario Libertad. En 1969, postulan candidata a vicepresidenta del Bloque de obreros y campesinos. Junto con Manuel Bermúdez (editor), Emilia Prieto, Néstor Zeledón, Ana Antillón, Francisco Zúñiga y Elsa Sáenz, colabora en la fundación de «Repertorio», “magazine de cultura” que se publica durante ese año, en un folleto de menor formato, con tinta de colores; que deja de aparecer en 1970. En octubre de 1972 asistió al Seminario Latinoamericano de Mujeres organizado en Santiago de Chile.
Colaboró constantemente en los periódicos Trabajo, Libertad, La Juventud y Semanario Universidad. Aparece como jefe de redacción del semanario Nuestra voz, órgano de la Alianza de Mujeres Costarricenses. En el periódico Libertad anuncia la columna “Por qué ingresa la gente al Partido Vanguardia Popular”, en el que aparecerían relatos de los militantes con el afán de constituir la historia del PVP. Recibe en la URSS la Condecoración del Centenario Vladimir I. Lenin. Como gerente general, abre la Librería Internacional, en Barrio Los Ángeles (San José), con el lema "Difunde las ideas más avanzadas", con el que también se anunciaba la Librería Cultural (1968-1969*, a 50 metros del Hotel Balmoral) y la Librería Ediciones Revolución (en las cercanías del Cine Roxy, 1970), que antecedieron la Librería Internacional. Ante una invitación de la Asociación Nacional de Autores, presidida por Eduardo Jenkins, se niega a participar como conferenciante en la Embajada de Argentina en San José, debido a la represión política en ese país.
Por muchos años fue la administradora de la Librería Internacional y Germinal hasta mediados de la década de los años 1980. Durante los años 80, se encarga de la columna “Entre comillas” en el Semanario Universidad en el que selecciona citas de sus autores preferidos.
En 1994, publica El primer kinder en Costa Rica, editado por Alejandrina Mata Segreda. Aparece la edición en inglés de A ras del suelo con el título At the Bottom. A Womans’s Life in Central America.'

## Fallecimiento
Falleció en San José, el 20 de octubre de 1999 a los 95 años de edad.

## Homenajes
En 1964, el Ateneo Universitario le rinde homenaje y la nombra socia honoraria en reconocimiento a su labor cultural.
En febrero de 1975, se le otorga el Premio Nacional de Teatro por la escenificación de A ras del suelo; el 21 de mayo participa en el homenaje a los creadores nacionales. En ocasión del Año internacional de la mujer, del 19 al 24 de mayo participa como presidenta de la Alianza de Mujeres Costarricenses en el Seminario femenino organizado por el Ministerio de Cultura, Juventud y Deportes y la Comisión interamericana de la mujer.
En 1976, el periódico Excelsior le dedicó dos páginas de un reportaje fotográfico (1 y 2 de abril). Del 21 de noviembre al 19 de diciembre se presenta en el Teatro Nacional la pieza Historia de un pino joven, cinco cuadros en un acto, de una hora de duración, dirigida por Luis Carlos Vázquez. Preside la Alianza de Mujeres Costarricenses.
En 1984 varias organizaciones le rindieron homenajes en ocasión de su 80.º cumpleaños: la Universidad Nacional de Costa Rica, en la Sala Magna del Liceo de Heredia, la Alianza de Mujeres Costarricenses, en una sala del Teatro Nacional; otro grupo de artistas, en el Teatro del Ángel. Del 2 al 4 de octubre de 1993, el Sindicato de Trabajadores de la Educación Costarricense (SEC) le dedicó la XXII asamblea anual «Luisa González Gutiérrez». En 1997, el Centro Costarricense de la Ciencia y la Cultura organiza "Mujer de lucha", una conferencia y muestra de fotografías y artículos.

## Obra y legado
Desde niña, Luisa González mostró su inclinación por la lectura. Poseía una pequeña biblioteca conformada por el libro La Edad de Oro, de José Martí, obsequio de su profesor en la Escuela Normal, Omar Dengo; un diccionario Larousse; el libro Platero y yo del español Juan Ramón Jiménez; y una colección del Repertorio Americano, que publicaba Joaquín García Monge.
Su formación literaria fue autodidacta y su creación literaria escasa, pero que marcó huella en la literatura costarricense. En 1972, se le otorgó el premio Aquileo Echeverría en la rama de novela, y en 1974 recibió el Premio Nacional de Teatro.
Entre sus publicaciones se encuentran:
- Pinocho enfermo: Juguete cómico, arreglado por Luisa González (1923).
- Impresiones sobre el Congreso Mundial de Mujeres (1953).
- ¡Tierra y paz! (1954).
- Una gira por la zona bananera (1954).
- Varios artículos en el semanario Libertad, de contenidos políticos o de reivindicaciones sociales sobre todo, en calidad de presidenta de la Alianza de Mujeres Costarricenses, de candidata a vicepresidenta y como escritora (1964-1969).
- Se publica en el semanario Nuestra voz, su discurso en ocasión del Día internacional de la mujer, un llamamiento a la paz contra la guerra de Vietnam (1965).
- Publica varios capítulos de A ras del suelo en el periódico Nuestra voz (1964-1965).
- A ras del suelo (1970), novela que gana el Premio Nacional de novela (otorgado en 1971) y que recibe inmediatas críticas positivas provenientes de diversos sectores políticos. A año siguiente se anuncia la segunda edición aumentada de A ras del suelo.[nota 26] El 26 de noviembre el Diario de Costa Rica publica un capítulo completo ilustrado de A ras del suelo ("Un paseo en coche").
- Carmen Lyra y su obra literaria, que publica en conjunto con Carlos Luis Sáenz (1972). Hay una segunda edición de 1977, que junto con la primera suman 14 000 ejemplares.
- Historia de un pino joven (1976).
- Dos viejos relatos (1981).
- El primer kinder en Costa Rica: un sueño hecho realidad (1995), editado por Alejandrina Mata Segreda.
- Edición en inglés de A ras del suelo con el título At the Bottom. A Womans’s Life in Central America (1995).
- Luisa González. Escritos (2006, póstumo).

Las luchas de Luisa González a favor de las mujeres y de la población infantil costarricense fueron permanentes. Su continua preocupación la llevó a reflexionar acerca de la educación, considerando como el principal problema la influencia de la televisión. Sus luchas fueron encaminadas a combatir el machismo imperante y defender la soberanía costarricense.
Luisa González fue cofundadora del Partido Comunista de Costa Rica, siendo encargada del periódico de esta agrupación. Tras la guerra civil de Costa Rica de 1948, fue una de los intelectuales perseguidos por el bando triunfador. Luego de concluido el conflicto, organizó grupos de apoyo para las familias que quedaron desamparadas. En 1953, fundó la Unión de Mujeres Carmen Lyra, de la que surgió más tarde la alianza de Mujeres Costarricenses, la primera organización de mujeres de Centroamérica, organismo por medio del cual se trató de difundir los derechos de las mujeres. Organizó el periódico Nuestra Voz, órgano de la Alianza, donde buscó organizar a las mujeres en la defensa de sus derechos. Integró de manera activa y valiente, los comités de Amigos de la República Española durante la guerra civil española.
Durante los años de la Segunda Guerra Mundial, integró comités de lucha contra el fascismo y el nazismo. Además, multiplicó su presencia en los comités de lucha por la paz contra la Guerra Fría, la guerra de Vietnam y las luchas en Centroamérica, Chile y Argentina.
El 16 de diciembre de 1999, tras su deceso, el Instituto Nacional de las Mujeres le brinda un homenaje y bautiza con su nombre la Biblioteca de la Institución. En 2004, se le rindió un homenaje por parte de varias instituciones y escritores por los cien años de su nacimiento.